# Lusaka (provins)
Lusakaprovinsen er en af de ti provinser i Zambia. Det er den mindste med hensyn til landareal og dækker 21.896 km2. Det er dog den mest befolkede og tættest befolkede provins i Zambia med en befolkning på 3.079.964 i 2022 og en befolkningstæthed på 140 personer pr. km2.
Provinshovedstaden er byen Lusaka, som også er Zambias nationalhovedstad. Lusaka-provinsen er den mest urbaniserede provins i landet, med det højeste antal læger og den laveste forekomst af malaria. Den deler grænser med Centralprovinsen mod nord, Southern mod syd, Easternprovinsen mod øst, og landene i Zimbabwe og Mozambique mod sydøst, adskilt af Lower Zambezi nationalpark.